# Glendale (Arizona)
 For alternative betydninger, se Glendale. (Se også artikler, som begynder med Glendale)
Glendale er en amerikansk by beliggende i Maricopa County i staten Arizona. Byen har 248.325(2020) indbyggere og er en vestlig forstad til Phoenix.
I 2003 blev multi-hallen Jobing.com Arena, tidligere kendt som Glendale Arena, færdigbygget og byen blev hjemsted for NHL-holdet Phoenix Coyotes samt Lacrosse-holdet Arizona Sting. Arenaen har plads til 17.799 tilskuere. I 2006 stod Football-stadionet University of Phoenix Stadium klart. Stadionet har skydetag og plads til 63.400 tilskuere. Efter at dette stadion blev bygget blev Glendale også hjemsted for NFL-holdet Arizona Cardinals. Det nye stadion var vært for Super Bowl XLII d. 3. februar 2008.

## Ekstern henvisning
- Glendales hjemmeside (engelsk)

1. ↑  www.glendaleaz.com, hentet 9. maj 2022 (fra Wikidata).
2. 1 2  data.census.gov, hentet 1. januar 2022 (fra Wikidata).